# Theloderma laeve
Theloderma laeve là một loài ếch nhái thuộc họ Chẫu cây (Rhacophoridae). Đây là loài đặc hữu của Việt Nam.
Môi trường sống tự nhiên của loài này là khu vực đầm lầy.